# Brestovica pri Povirju
Brestovica pri Povirju je naselje v Občini Sežana.